# Heteronychus similis
Heteronychus similis är en skalbaggsart som beskrevs av Roger Paul Dechambre 1992. Heteronychus similis ingår i släktet Heteronychus och familjen Dynastidae. Inga underarter finns listade i Catalogue of Life.